# NGC 128
NGC 128 je galaksija u zviježđu Ribe.

## Vanjske poveznice
- SEDS: NGC 0128